# Bernard Pardo
Bernard Pardo (Gardanne, 13 dicembre 1960) è un ex calciatore francese, di ruolo centrocampista.

## Carriera
Nel 1991 vinse il campionato francese con il Marsiglia e raggiunse la finale di Coppa dei Campioni. Nel 1993 fu arrestato con l'accusa di aver preso parte ad un traffico di cocaina e ciò mise fine alla sua carriera.